# Havhestbotnen
Der Havhestbotnen (norwegisch für Eissturmvogelkessel) ist ein Kar im Nordwesten der Peter-I.-Insel in der Antarktis. An der Lazarew-Küste liegt er am Westhang der Tofteaksla auf der nordwestlichen Seite des Lars-Christensen-Gipfel.
Wissenschaftler des Norwegischen Polarinstituts benannten ihn 1987 nach dem Eissturmvogel (Fulmarus glacialis).